# ФК Дунавац
ФК Дунавац је српски фудбалски клуб из Гроцке, основан 1931. године. Тренутно се такмичи у Првој београдској лиги група Ц.